# 알렉산드르 치바제
알렉산드르 가브릴로비치 치바제(조지아어: ალექსანდრე ჩივაძე, 1955년 4월 8일, 클루호리 ~ )는 조지아의 전 축구 선수이다. 포지션은 수비수였으며 현재 축구 지도자로 활동하고 있다.
1974년부터 1987년까지 클럽 선수 생활 전반을 FC 디나모 트빌리시에서 보냈다. 소련 대표로 46경기에 출장했으며 1982년 FIFA 월드컵, 1986년 FIFA 월드컵 대표팀 명단에 포함된 바 있다.
선수 은퇴 이후 1993년부터 1997년까지 조지아 축구 국가대표팀의 감독을 맡았으며 다시 2001년부터 2003년까지 조지아 축구 국가대표팀을 지휘하였다.

## 수상 경력
- 소비에트 탑 리그 우승: 1978
- 소비에트 컵 우승: 1976, 1979
- UEFA 컵위너스컵 우승: 1981
- 소련 올해의 축구 선수: 1980
- UEFA U-21 유럽 축구 선수권 대회 우승: 1980